# 157141 Sopron
157141 Sopron este un asteroid din centura principală, descoperit pe 6 august 2004, de Krisztián Sárneczky și Tamás Szalai.